# E-Side 3
E-Side 3 è il terzo EP in lingua inglese (il settimo in totale) del duo musicale giapponese Yoasobi, pubblicato nel 2024.

## Tracce
Testi e musiche di Ayase, con traduzione in inglese di Konnie Aoki..
1. Biri-Biri – 3:06
2. Idol – 3:32
3. Mister – 3:04
4. Manimani – 4:16
5. The Brave – 3:15
6. Seventeen – 3:19
7. Loving You – 3:37
8. Adventure – 3:19